# Leutwein-Friedhof
Der Leutwein-Friedhof (englisch Leutwein Cemetery) ist einer von fünf ehemaligen Friedhöfen der namibischen Hauptstadt Windhoek. 
Der Friedhof wurde 1892 zu Zeiten Deutsch-Südwestafrikas angelegt und 1904 erweitert. Er ist nach dem früheren Gouverneur Theodor Leutwein benannt und befindet sich in der Windhoeker Innenstadt, unweit südlich der Christuskirche an der Robert Mugabe Avenue, der ehemaligen (bis in die 1990er Jahre) Leutweinstraße.